# Walter Wolf Racing
La Walter Wolf Racing è stato un team canadese di Formula 1 che fece il suo esordio nel 1976. Corse 58 gran premi, 47 dei quali come costruttore in proprio, conquistando 3 vittorie, una pole position, 2 giri veloci, 13 podi e 79 punti, tutti con al volante Jody Scheckter. Abbandonò il Campionato mondiale di Formula 1 al termine della stagione 1979.
La scuderia ha partecipato sporadicamente anche a gare di altre categorie. Il nome è attualmente utilizzato dall'Avelon Formula nel campionato Speed Euroseries.

## La Formula 1

### La Wolf-Williams
Prima dell'inizio della stagione di Formula 1 1976 Walter Wolf, magnate canadese del petrolio nato in Austria e vissuto in Jugoslavia, venne messo in contatto da Gian Paolo Dallara con Frank Williams, che aveva creato la Frank Williams Racing Cars, scuderia nata nel 1975, continuazione dei vari team gestiti da Williams negli anni precedenti. Dallara aveva collaborato alla progettazione della vettura di Formula 1 gestita da Frank Williams per la De Tomaso nel 1970.
Wolf, che nel 1975 aveva già acquistato il 51% delle azioni della Lamborghini, acquistò il 60% della scuderia di Williams. Inizialmente Frank Williams continuò ad avere la gestione della scuderia, con uno stipendio di 25.000 sterline. Wolf progettava di fare debuttare la Lamborghini in Formula 1 con una propria vettura, guidata da Jacky Ickx. La contrarietà degli altri azionisti della casa italiana fece decadere il progetto; Wolf e Williams pensarono così di ridefinire la struttura del team già esistente.
Il team non impiegò vetture costruite in proprio ma acquistò delle Hesketh modello 308C, assieme ad altro materiale dal team Hesketh, che era sul punto di abbandonare l'attività; venne acquisito anche del materiale della Hill, altra scuderia britannica che si era ritirata prima della stagione 1976, a causa della morte del suo fondatore, Graham Hill, in un incidente aereo.
Le vetture vennero ribattezzate Wolf-Williams FW05 e Wolf ingaggiò il progettista della 308C, Harvey Postlethwaite, così come altro personale proveniente dalla Hesketh. Il team mantenne la sede a Reading.

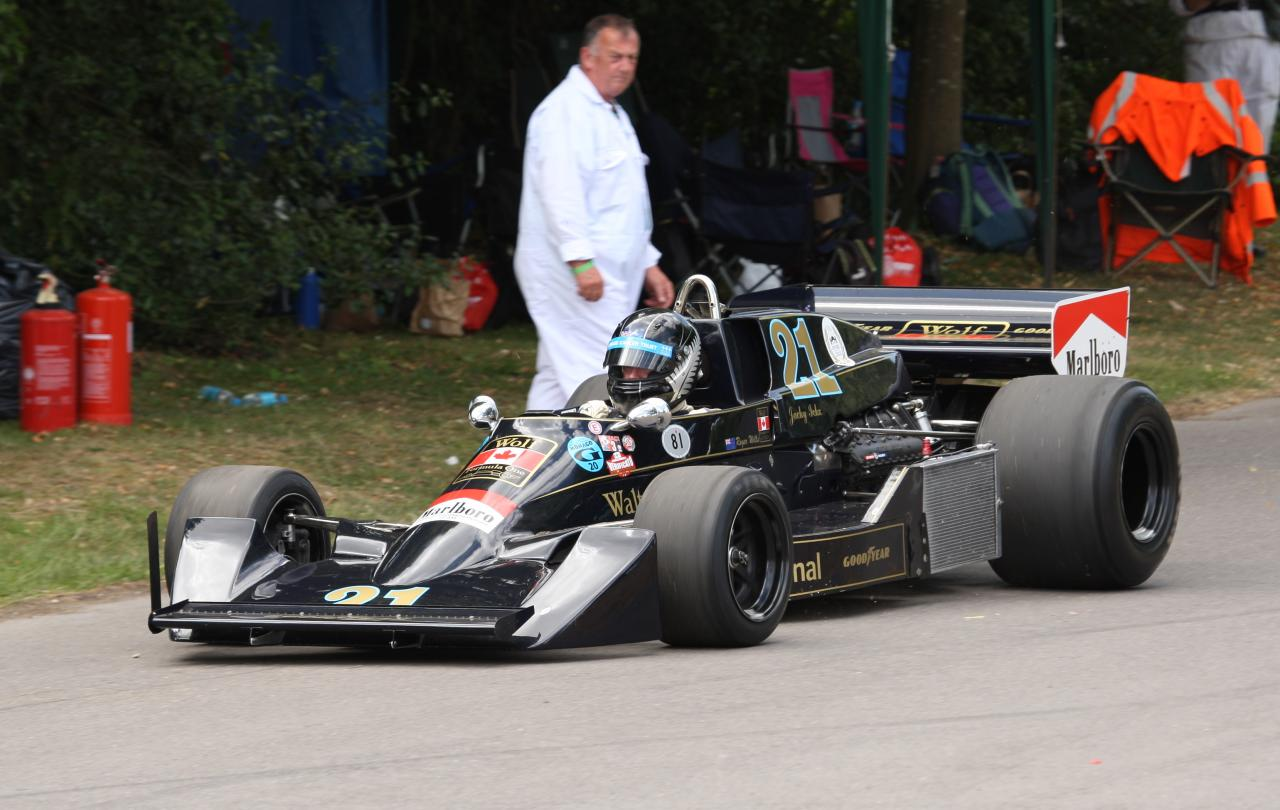
Una Wolf-Williams FW05 al Festival della Velocità di Goodwood del 2010.

Nei primi tre gran premi stagionali (Brasile, Sudafrica e Long Beach) la scuderia mantenne la vecchia denominazione, impiegando anche, in Brasile, una Williams FW04, la vettura con cui la scuderia Williams aveva corso nel 1975. I piloti inizialmente ingaggiati furono Jacky Ickx e Renzo Zorzi (che aveva corso per Williams nel Gran Premio d'Italia 1975) che giunsero nel gran premio d'esordio rispettivamente ottavo e nono. Dal Sudafrica il francese Michel Leclère sostituì Zorzi.
Nel Gran Premio di Spagna la scuderia iniziò a essere denominata ufficialmente come Walter Wolf Racing, al quale veniva aggiunta la sponsorizzazione della Olympus Cameras. Frank Williams e Patrick Head vennero messi, di fatto, in secondo piano nella gestione della scuderia. La scuderia venne fondata ufficialmente il 5 luglio 1976. Wolf ingaggiò Peter Warr, come direttore sportivo; Warr aveva svolto la funzione di principale collaboratore di Colin Chapman al Team Lotus per diverse stagioni.
In Svezia Tom Belsø prese momentaneamente il posto di Jacky Ickx, impegnato nella 24 Ore di Le Mans. Belsø, la cui ultima presenza nel mondiale era stata il Gran Premio di Gran Bretagna 1974, non prese però parte alle prove. Nel GP di Gran Bretagna la scuderia presentò una sola vettura, per Ickx; dal GP di Germania la sola vettura iscritta venne affidata ad Arturo Merzario.
In Canada Chris Amon affiancò l'italiano. Nel Gran Premio di Watkins Glen Warwick Brown prese il posto di Amon. Nell'ultima gara stagionale, in Giappone, a Merzario venne inizialmente affiancato il nipponico Masami Kuwashima. Dopo gli scarsi risultati nelle prove del venerdì e il mancato palesarsi degli sponsor che avrebbero dovuto sostenerlo, venne sostituito dall'austriaco Hans Binder. Binder aveva fatto il suo esordio nel mondiale con l'Ensign nel Gran Premio d'Austria.
La scuderia non conquistò punti iridati; il miglior risultato fu il settimo posto di Jacky Ickx nel Gran Premio di Spagna.

### La Wolf come costruttore

#### 1977
Nella stagione 1977 la scuderia iniziò a costruire delle monoposto in proprio. Il progettista fu ancora Postelthwaite. Il modello, denominato Wolf WR1, costruito in monoscocca di alluminio, era spinto col tradizionale motore Ford Cosworth DFV, che era presente su quasi tutte le vetture degli assemblatori, ovvero di quei costruttori che non fabbricavano in proprio il loro propulsore, ed era gommata dalla Goodyear. La vettura venne presentata l'8 novembre 1976 a Londra, presso il Royal Lancaster Hotel.
Venne ingaggiato come pilota il sudafricano Jody Scheckter, che tra il 1974 e il 1976 aveva corso per la Tyrrell. Scheckter aveva già disputato 51 gran premi, vincendone 4, con 1 pole e 3 giri veloci. Venne anche opzionato Hans-Joachim Stuck, ma successivamente il team decise di schierare solo un pilota per tutta la stagione.

Jody Scheckter vinse il Gran Premio d'Argentina 1977, primo gran premio corso dalla Wolf come costruttore.

Prima dell'inizio della stagione, nel dicembre 1976, la scuderia utilizzò come sede per alcuni test il Circuito di Fiorano; per la prima volta la pista test della Scuderia Ferrari veniva concessa a un altro team.
La scuderia vinse la gara d'esordio, in Argentina. Un esordio con successo era capitato solo all'Alfa Romeo, alla Kurtis Kraft (ma si trattava della prima gara del mondiale e della prima edizione della 500 Miglia di Indianapolis valida per l'iride) e alla Mercedes nel Gran Premio di Francia 1954. Scheckter, partito undicesimo, sfruttò gli errori e i ritiri di molti piloti e conquistò il primo posto davanti a Carlos Pace. Dopo la prima gara Frank Williams e Patrick Head abbandonarono la scuderia per fondare la Williams Grand Prix Engineering.

Da sinistra Niki Lauda, col tecnico della Wolf Peter Warr e Jody Scheckter, a Monza nel 1977

Nella prima parte della stagione la scuderia si mostrò molto competitiva. Dopo la vittoria in Argentina, e un ritiro del GP del Brasile, Scheckter giunse secondo in Sudafrica dietro a Lauda e terzo a Long Beach; il sudafricano rischiò di vincere questa gara, dove fu passato da Mario Andretti e Niki Lauda solo nei giri finali a causa del degrado degli pneumatici. Giunse terzo poi a Jarama, vincendo per la seconda volta a Monaco. La gara di Monte Carlo venne dominata dal sudafricano che guidò per tutti i 76 giri della gara. In questa gara conquistò anche il giro veloce, il primo per la Wolf. Dopo questo gran premio Scheckter guidava la classifica piloti con 32 punti, contro i 25 di Lauda e i 23 di Carlos Reutemann. La vittoria di Monte Carlo rappresentò anche la centesima vittoria nel mondiale di Formula 1 per una vettura motorizzata dal Ford Cosworth DFV.
Nella parte centrale della stagione Scheckter subì quattro ritiri consecutivi che, di fatto, lo esclusero dalla lotta per il titolo piloti. Durante il fine settimana del Gran Premio di Gran Bretagna Wolf annunciò la volontà di costruire, in futuro, un motore in proprio, vista la non fiducia nei motori forniti dalla Cosworth. Il motore sarebbe stato turbo, come quello appena introdotto dalla Renault. Questa iniziativa non ebbe però seguito.
In Germania Scheckter conquistò la pole, l'unica della storia della Wolf. In gara giunse secondo. Nella parte finale della stagione la scuderia conquistò ancora il terzo posto in Olanda (grazie però ai molti ritiri) e a Watkins Glen e la vittoria a Mosport, nel gran premio di "casa" per il team canadese.
Nell'ultimo appuntamento stagionale, in Giappone, Scheckter conquistò il giro veloce, per la seconda volta in stagione.
La scuderia chiuse con 55 punti, e il quarto posto nella classifica costruttori. Scheckter giunse secondo in quella piloti. Vennero impiegati ben tre modelli nella stagione: oltre al WR1 (nelle prime quattro gare poi a Monte Carlo, Belgio, Svezia, Gran Bretagna, Italia e Canada), la Wolf impiegò il modello WR2 (in Spagna, Germania e Stati Uniti-Est) e il modello WR3 (in Francia, Austria e Giappone). La scuderia, in realtà, decise di utilizzare un nome diverso per ciascuno dei vari telai della WR1 costruiti, adottando un'abitudine seguita dalla Tyrrell fino alla stagione 1973.
Nell'unica gara non compresa nel calendario iridato, la Race of Champions, Scheckter giunse secondo dietro a Hunt.

#### 1978

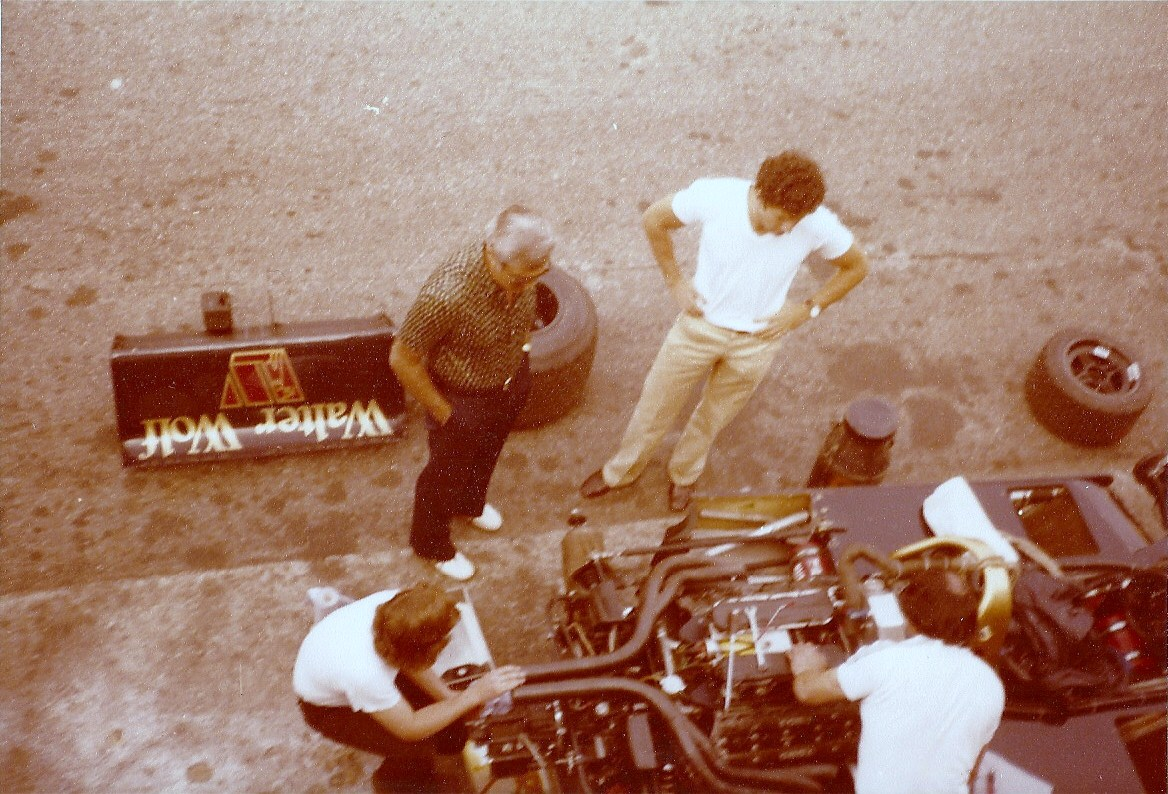
Jody Scheckter con Walter Wolf nel paddock di Monza nel 1978.

Nel 1978 la Wolf decise di mantenere una sola vettura e confermò come pilota Jody Scheckter. Nel primo gran premio stagionale, in Argentina, la scuderia canadese portò all'esordio la WR4, che però non venne più riproposta.
Scheckter, dopo un inizio negativo, si trovò a condurre nel GP del Sudafrica, prima di peggiorare il ritmo, durante la gara. L'unico exploit della prima parte della stagione fu a Monte Carlo, dove il sudafricano chiuse terzo, sfruttando i tanti ritiri dei piloti più competitivi.
Nel Gran Premio del Belgio la scuderia presentò un modello completamente nuovo, il WR5, ispirato alle soluzioni della Lotus 78. La nuova monoposto si comportò bene in qualifica, quinto, ma in gara Scheckter fu penalizzato da problemi tecnici, e si ritirò. Anche il quinto posto, nel successivo gran premio in Spagna fu il frutto dei ritiri delle vetture più veloci.
Nella seconda metà della stagione la Wolf fu più competitiva. Dopo il sesto posto in Francia, Scheckter conquistò la terza posizione nella griglia di partenza del GP di Gran Bretagna, e si trovò a condurre in gara, prima di essere costretto al ritiro da un guasto al cambio.
Durante l'estate Jody Scheckter era considerato sempre più vicino all'accordo con la Scuderia Ferrari per la stagione 1979. La casa italiana però decise di rinviare l'annuncio ufficiale, anche per la minaccia della Wolf di adire le vie legali qualora Scheckter avesse rotto il contratto. Si prospettò invero l'ipotesi che ci potesse esserci uno scambio con Gilles Villeneuve, canadese come la Wolf. Il 26 luglio Jody Scheckter confermò la notizia., anche se l'ufficializzazione avvenne solo il 17 agosto. La scuderia scelse come suo sostituto per la stagione seguente l'ex campione del mondo James Hunt
In Germania Scheckter conquistò il secondo posto. Penalizzato nei primi giri da un problema all'alimentazione, fu autore di una grande rimonta. In questa gara la Theodore Racing, scuderia di Hong Kong che nella prima parte della stagione 1978 aveva impiegato un proprio modello, rientrò nel campionato, utilizzando la Wolf WR3. Per la prima volta due vetture della casa canadese affrontavano una stessa gara di campionato. La vettura era affidata a Keke Rosberg. La Theodore impiegò una Wolf anche nel Gran Premio d'Austria, in quello d'Olanda e in quello d'Italia (in queste due ultime occasioni la Wolf WR4). Dopo Monza abbandonò il mondiale.
Nel GP d'Olanda la Wolf portò all'esordio la Wolf WR6. Nelle due ultime gare della stagione la Wolf impiegò per la prima e unica volta un secondo pilota ufficiale, lo statunitense Bobby Rahal, che nella stagione era stato impiegato diverse volte in gare di F3. In compenso la Theodore abbandonò il mondiale. Nel Gran premio di Watkins Glen Scheckter chiuse terzo (Rahal dodicesimo), mentre in Canada il sudafricano partì dalla prima fila e chiuse secondo, dopo aver condotto per alcuni giri, prima di essere passato da Gilles Villeneuve; Rahal, invece, fu costretto al ritiro. Quello di Scheckter fu l'ultimo podio per la scuderia canadese nel mondiale di F1.

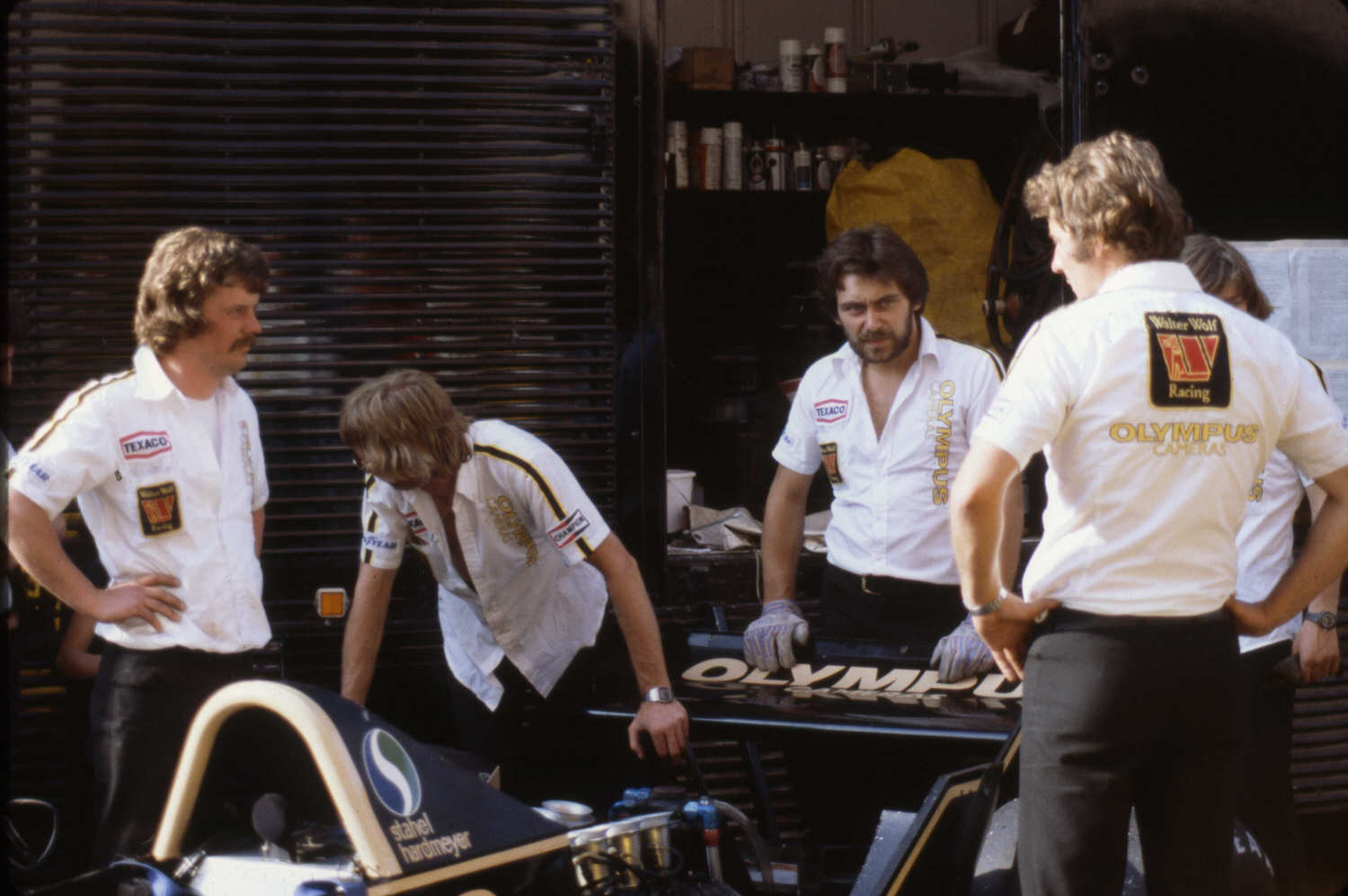
Meccanici della squadra Wolf nel 1979

#### 1979
Con Jody Scheckter passato alla Ferrari la squadra si affidò nel 1979 all'ex-campione del mondo 1976 James Hunt, ormai demotivato, che guida la vettura nella prima parte della stagione, riuscendo a concludere solamente una gara giungendo ottavo. Hunt annunciò a marzo il suo ritiro dalle competizioni al termine della stagione. L'inglese spiegò che la Formula 1 era divenuta sempre più rischiosa per i piloti. A giugno Hunt decise il suo ritiro immediato dalle competizioni; la Wolf ingaggiò così Keke Rosberg, che aveva già disputato nove gran premi nel corso della stagione 1978 con Theodore Racing (utilizzando in tre occasioni un telaio della Wolf) e ATS.
Durante la stagione si era in effetti prospettato il prosieguo dell'attività anche per il 1980, con l'ipotesi anche di schierare due vetture. I piloti vicini all'accordo erano Patrick Tambay (che avrebbe potuto sostituire Rosberg) e Rick Mears.

## Il campionato britannico di Formula 1
Delle vetture della Wolf vennero impiegate anche nel Campionato britannico di Formula 1, una serie che presentava vecchie vetture di Formula 1, che competevano assieme a vetture di Formula 2.

### 1978
Nel 1978, la prima edizione di tale campionato (denominata Shellsport Formula 1 Series), l'irlandese Dave Kennedy vinse l'ultima gara stagionale, il Budweiser Trophy, disputato sul Circuito di Snetterton, con una WR3 (vittoria condita anche dal giro più veloce). Quella fu anche l'unica gara a cui prese parte una vettura della Wolf.

### 1979
L'anno seguente, quando il campionato assunse la denominazione di Formula Aurora, Kennedy (che passò all'utilizzo della WR4 e poi della WR6) s'impose nelle prime due gare stagionali, il Belgian Cup, sul Circuito di Zolder l'International Gold Cup sul Circuito di Oulton Park. Ottenne poi due secondo posti e cinque terzi, nonché la vittoria nell'ATV Trophy, a Mallory Park. Chiuse al secondo posto nella classifica generale con 63 punti, due soli in meno del vincitore, Rupert Keegan, che utilizzava un'Arrows. Nella stagione Kennedy conquistò una pole e due giri veloci. Sporadicamente altri piloti utilizzarono delle Wolf, come Val Musetti e Geoff Lees, che giunse terzo nel Bradford & Bingley Trophy a Silverstone.

### 1980
La stagione 1980 fu meno fruttosa. La Wolf conquistò una sola vittoria con la sudafricana Desiré Wilson, nell’Evening News Trophy a Brands Hatch con la WR4. Questa rappresentò l'unica vittoria per una donna pilota in una gara con vetture di Formula 1. La Wilson giunse seconda nel Rivet Supply Trophy e terza nell'ATV Trophy, chiudendo la stagione con 21 punti, conquistando anche due giri veloci.
Nel resto della stagione, oltre alla Wilson, impiegarono vetture Wolf anche Geoff Lees, Kevin Cogan e Ray Mallock. Cogan terminò secondo nel Pace Petroleum Trophy.

## La Formula 2 giapponese
Nel 1979 la scuderia partecipò all'ultima gara stagionale del campionato giapponese di Formula 2, lo JAF GP Suzuka, iscrivendo Keke Rosberg e Masami Kuwashima con due March-BMW col nome di Walter Wolf Racing Japan. Rosberg giunse terzo, mentre Kuwashima chiuse undicesimo.

## La Formula 3
La Wolf fece progettare una vettura di F.3 alla Dallara per la stagione 1978. La monoposto, denominata WD1, era spinta da un motore Toyota, elaborato da Novamotor.
L'esordio per la vettura, gestita dalla Walter Wolf Racing stessa, avvenne nel Gran Premio di Zolder, il 23 aprile, prova valida per il campionato europeo di F3 e per il campionato francese. Il pilota era l'austriaco Horst Fritz, che giunse diciannovesimo. Nel corso della stagione vennero impiegati anche Anders Olofsson, Loris Kessel e lo statunitense Bobby Rahal. Rahal chiuse il campionato europeo con 5 punti, conquistando quale miglior risultato il terzo posto nel Int. ADAC-1000-km-Rennen, disputato al Nürburgring; ottenne poi il sesto posto nel Gran Premio Lotteria di Monza. Una vettura venne impiegata dalla Scuderia Emiliani nel Trofeo Autosprint, valido sia come prova del campionato europeo che di quello italiano.

## L'impegno in Can Am
Nel 1977 la Wolf fece realizzare una vettura Can-Am (monoposto a ruote coperte) a Gian Paolo Dallara. La vettura, denominata WD1, era spinta da un motore Chevrolet. L'esordio avvenne a Mont-Tremblant, con alla guida Chris Amon, che si ritirò. Successivamente il suo posto venne preso da Gilles Villeneuve, che disputò 4 gare, con un terzo posto come miglior il risultato, ottenuto sul Circuito di Road America. La vettura ha avuto un serio incidente il 24 giugno 2008 durante un'esibizione di auto d'epoca presso il Mosport Park, provocando la morte del pilota Dino Crescentini. Dopo un laborioso ed accurato restauro, attualmente è esposta a Varano de' Melegari, alla Dallara Academy.

## Principali piloti

### Formula 1
- Jody Scheckter (1977-1978): 33 GP, 3 vittorie
- Keke Rosberg (1979): 7 GP
- Bobby Rahal (1978): 2 GP
- James Hunt (1979): 7 GP

### Formula 3
- Bobby Rahal (1978)

### Can-Am
- Gilles Villeneuve (1977): 4 gare

## Risultati principali nel mondiale di Formula 1

### Vittorie
- 1977  Argentina,  Monaco,  Canada (3)

### Pole position
- 1977  Germania (1)

### Giri veloci
- 1977  Monaco,  Giappone (2)

Tutti questi risultati vennero ottenuti con Jody Scheckter al volante.

## Risultati completi nel mondiale di Formula 1
| Anno | Vettura        | Motore            | Gomme | Piloti    |   |     |   |   |   |   |     |     |     |     |   |     |   |     |   |   |    | Punti | Pos. |
| ---- | -------------- | ----------------- | ----- | --------- | - | --- | - | - | - | - | --- | --- | --- | --- | - | --- | - | --- | - | - | -- | ----- | ---- |
| 1977 | WR1, WR2 e WR3 | Ford Cosworth DFV | G     | Scheckter | 1 | Rit | 2 | 3 | 3 | 1 | Rit | Rit | Rit | Rit | 2 | Rit | 3 | Rit | 3 | 1 | 10 | 55    | 4º   |

| Anno | Vettura                  | Motore            | Gomme | Piloti    |    |     |     |     |   |     |   |     |   |     |   |     |    |    |    |     |  | Punti | Pos. |
| ---- | ------------------------ | ----------------- | ----- | --------- | -- | --- | --- | --- | - | --- | - | --- | - | --- | - | --- | -- | -- | -- | --- |  | ----- | ---- |
| 1978 | WR1, WR3, WR4, WR5 e WR6 | Ford Cosworth DFV | G     | Scheckter | 10 | Rit | Rit | Rit | 3 | Rit | 4 | Rit | 6 | Rit | 2 | Rit | 12 | 12 | 3  | 2   |  | 24    | 5º   |
| 1978 | WR1, WR3, WR4, WR5 e WR6 | Ford Cosworth DFV | G     | Rahal     |    |     |     |     |   |     |   |     |   |     |   |     |    |    | 12 | Rit |  | 24    | 5º   |

| Anno | Vettura | Motore            | Gomme | Piloti  |     |     |   |     |     |     |     |   |     |     |     |     |     |    |     |  |  | Punti | Pos. |
| ---- | ------- | ----------------- | ----- | ------- | --- | --- | - | --- | --- | --- | --- | - | --- | --- | --- | --- | --- | -- | --- |  |  | ----- | ---- |
| 1979 | WR7     | Ford Cosworth DFV | G     | Hunt    | Rit | Rit | 8 | Rit | Rit | Rit | Rit |   |     |     |     |     |     |    |     |  |  | 0     | -    |
| 1979 | WR7     | Ford Cosworth DFV | G     | Rosberg |     |     |   |     |     |     |     | 9 | Rit | Rit | Rit | Rit | Rit | NQ | Rit |  |  | 0     | -    |

| Legenda | 1º posto     | 2º posto | 3º posto    | A punti         | Senza punti/Non class.  | Grassetto – Pole position Corsivo – Giro più veloce |
| Legenda | Squalificato | Ritirato | Non partito | Non qualificato | Solo prove/Terzo pilota | Grassetto – Pole position Corsivo – Giro più veloce |